# Заумь
За́умь, или зау́мный язык — литературный приём, заключающийся в полном или частичном отказе от всех или некоторых элементов естественного языка и замещении их другими элементами или построениями, по аналогии осмысляемыми как языковые. Неверно понимать заумь как отказ от смысла вообще (или как имитацию тех или иных речевых расстройств вроде шизофазии): механизм аналогии позволяет автору наделять значением отсутствующие в языке звуковые комплексы и словесные сочетания, а читателю — это (или какое-то иное) значение из них выделять. Однако чёткая формулировка заложенных в выражения заумного языка смыслов затруднительна, а зачастую и вовсе невозможна, и поэтому (по мысли многих авторов, обращавшихся к этому приёму) в восприятии заумного текста эмоционально-интуитивное начало преобладает над рациональным. Поэтому заумный язык определяется американским филологом Джеральдом Янечеком как язык с неопределёнными значениями.

## Классификация зауми
Дж. Янечек выделяет четыре вида зауми в зависимости от того, на каком уровне языковой структуры происходит отказ от языковой нормы:
- фонетическая заумь: сочетания букв не складываются в опознаваемые морфемы;
- морфологическая заумь: существующие в языке морфемы (корни и аффиксы) сочетаются таким образом, что значение получающегося слова остается в значительной степени неопределённым;
- синтаксическая заумь: при употреблении нормальных, «словарных» слов в грамматически правильных формах они не складываются в грамматически нормальное предложение, характер отношений между словами остаётся в той или иной мере неопределённым;
- супрасинтаксическая заумь: при формальной, грамматической правильности конструкций, составленных из обычных слов, высокая степень неопределённости возникает на уровне референции — проще говоря, остается принципиально неясным, о чём идёт речь.

Русские футуристы, с которыми чаще всего ассоциируется само явление зауми, пользовались преимущественно фонетической и морфологической заумью, благодаря чему само понятие заумного языка нередко (и многими специалистами, и в обыденном читательском понимании) сужается до первых двух категорий по Янечеку. Однако методологически введённое Янечеком представление о синтаксической и супрасинтаксической зауми оказывается полезным, потому что помогает яснее понять родовые связи (и, в то же время, кардинальные расхождения) между футуристами 1910-х годов и поздними модернистами 1930-х годов — прежде всего, Александром Введенским и Даниилом Хармсом:

Бессмыслица — «правый выход» из конвенциональной парадигмы сообщения. Бессмыслица контрреволюционна, она по сути консервативна и охранительна — она доводит до предела и переводит через предел присущие материнской культуре «правила соединения слов», сохраняя в синтаксисе, в затексте всю предысторию смысла. Заумь — эстетика левая, революционная, авангардная. Она отменяет принятые «правила соединения слов», уничтожает предшествующие смыслы. В этом разница между кручёныховским «дыр-булщиром» и «бессмыслицей» зрелых Хармса и Введенского.

В большинстве произведений, использующих заумь, представлены не один, а два или больше типа заумного языка. Так, в стихотворении в прозе Бенедикта Лившица «Люди в пейзаже» из раннего футуристического сборника «Пощёчина общественному вкусу» встречается морфологическая (неопределённого значения глагол желудеть), синтаксическая (неопределённая конструкция долгие о грусти ступаем) и супрасинтаксическая (неопределённого значения словосочетание пепел запятых) заумь:

Долгие о грусти ступаем стрелой. Желудеют по канаусовым яблоням, в пепел оливковых запятых, узкие совы.
— Бенедикт Лившиц. Люди в пейзаже

## Предыстория зауми
Хотя возникновение зауми в качестве осознанного литературного приёма безоговорочно относится к началу XX века, её предвестники существовали в культуре испокон веков. В целом ряде фольклорных жанров — особенно в заговорах — традиционно использовались необычные, не складывающиеся в слова сочетания звуков. Записи глоссолалии — бессвязной речи шаманов или фанатиков, впавших в религиозный экстаз, — приводили к предположениям о наличии какого-то скрытого смысла в речи, явно лишённой значения. Передача речи на иностранном языке (или её имитация) вела к появлению в литературном тексте слов с неопределённым значением. Отдельные авторы и раньше широко пользовались словами с неопределённым значением для каких-то специальных целей: Абрахам а Санта-Клара любил называть свои проповеди несколькими короткими, похожими на междометия или звукоподражания, словами, чтобы заинтересовать, привлечь внимание, задать высокий эмоциональный фон. В России морфологической заумью были переведены Александром Струговщиковым несколько фрагментов «Фауста». Элементы того, что Янечек называет супрасинтаксической заумью, можно увидеть в отдельных опытах ранних символистов (прежде всего, Брюсова).

## Заумь у русских футуристов
Основа последовательному и принципиальному использованию зауми в поэзии, поэтической прозе и поэтической драматургии была положена Алексеем Кручёных, Велимиром Хлебниковым и Василиском Гнедовым. Цикл из трёх стихотворений, первое из которых начинается знаменитой строкой Дыр бул щыл, опубликован Кручёных в авторском сборнике «Помада» (1913); это первое стихотворение процитировано также в подписанном Кручёных и Хлебниковым манифесте «Декларация слова как такового» (с ремаркой «в этом пятистишии более русского национального, чем во всей поэзии Пушкина»). В декабре того же года состоялась премьера оперы «Победа над солнцем» с текстом Кручёных и прологом Хлебникова (музыка Михаила Матюшина). Впрочем, намёки на возможность заумного языка содержатся в ряде более ранних произведений Хлебникова, начиная с пьесы «Снежимочка» и лирической миниатюры «Бобэоби пелись губы…» (1908).
Кручёных больше тяготел к фонетической зауми. Между тем вопрос о самоценной выразительности звуков речи, их способности передавать некоторую информацию был впервые поставлен Кручёных во всей полноте:

Мысль и речь не успевают за переживанием вдохновенного, поэтому художник волен выражаться не только общим языком (понятия), но и личным (творец индивидуален), и языком, не имеющим определённого значения (не застывшим), заумным.
— Алексей Кручёных. Декларация заумного языка (1921)
Стихи Кручёных и его прямого продолжателя Александра Туфанова художественным экспериментом предвосхитили работы лингвистов по фоносемантике; проведённый Михаилом Викторовичем Пановым анализ заумных стихотворений Туфанова «Весна» и «Глухонемой» показывает, что в них интуитивно угадана одна из разработанных гораздо позднее акустических классификаций речевых звуков, и благодаря использованию только высоких и низких звуков соответственно в каждом из стихотворений создаётся узнаваемый, считываемый звукообраз:
| Муломнг улва Глумов кул Амул ягул— Александр Туфанов. Глухонемой | Сиинь соон сиий селле соонг се Сиинг сеельф сиик сигналь сеель синь — Александр Туфанов. Весна |

Из других авторов, работавших в этом направлении, можно отметить Илью Зданевича и Юрия Марра.
У Хлебникова, обращавшегося и к фонетической зауми, главную роль играет заумь морфологическая, часто сочетающаяся с другими, менее радикальными видами словесных деформаций и трансформаций:

Обликмены деебна в полном ряжебне пройдут, направляемые указуем волхвом игор, в чудесных ряжевых, показывая утро, вечер дееск…
— из Пролога к опере «Победа над солнцем» Велимира Хлебникова
Языковое творчество Хлебников понимал как интуитивное постижение глубинных оснований языка: он утверждает, что у звуков действительно есть значения, которые могут быть открыты и сформулированы. Итоговым трудом Хлебникова в этом направлении стала поэма-трактат «Зангези» (1922), в которой предложен ряд таких значений:

Эль — остановка падения, или вообще движения, плоскостью, поперечной падающей точке (лодка, летать). <…> Пэ — беглое удаление одной точки прочь от другой, и отсюда для многих точек, точечного множества, рост объёма (пламя, пар). <…> Ха — преграда плоскости между одной точкой и другой, движущейся к ней (хижина, хата).
— Велимир Хлебников. Зангези
Развитие этих идей содержится и в книге Туфанова «К зауми. Фоническая музыка и функции согласных фонем» (1924).
Заумь Гнедова занимает промежуточное положение между кручёныховской и хлебниковской. Впрочем, именно к текстам Гнедова обращается Сергей Всеволодович Сигей, доказывая, что заумь футуристов прямо наследует древним языческим славянским ритуалам. Обращались к заумному языку также Василий Каменский, Игорь Терентьев, Григорий Петников, Давид Бурлюк, Бенедикт Лившиц и другие авторы футуристического лагеря.
К 1930-м годам работа футуристов в области заумного языка заканчивается (отчасти по причинам внелитературным: советская культурная политика ужесточается и не позволяет больше никаких экспериментов), и выжившие футуристы либо перестали писать вовсе, либо стали писать значительно проще. Однако интерес к зауми вышел на новую ступень у Хармса и Введенского, оперировавших главным образом синтаксической и супрасинтаксической заумью.

## Заумь в новейшей русской литературе
Из авторов неподцензурной русской поэзии к заумному языку первым обратился, по-видимому, Владимир Эрль в стихах середины 1960-х годов, используя его, впрочем, очень осторожно и дозированно:

уклюнул стекло

кулындло стекло

ло ук

укло

укл ю

весло

— Владимир Эрль
Несколько заумных стихотворений написал в 1966 году Ян Сатуновский.
Другие переклички с футуристами через голову можно найти у близкого к Эрлю в те годы Алексея Хвостенко.
С конца 1960-х годов активно работали с заумью Ры Никонова и Сергей Сигей:

о луни Гпаац
нас мленущая ита (ц)
— Сергей Сигей
Стихотворная миниатюра Сигея, датированная 1969 годом, прямо продолжает заданную Кручёных линию. Однако для Никоновой и Сигея обращение к заумному языку стало лишь первым шагом в творческой эволюции, и в дальнейшем они перешли к более радикальным экспериментам, многие из которых лежат уже за пределами собственно поэзии — в визуальной поэзии, саунд-поэзии, перформансе.
Начиная с 1970-х годов к зауми спорадически обращается целый ряд авторов, в том числе Генрих Сапгир, Игорь Холин, Константин Кедров, Елена Кацюба, Дмитрий А. Пригов, Борис Констриктор.
В 1990 году тамбовский поэт и филолог Сергей Бирюков, также много работающий с заумным языком в своем поэтическом творчестве, объявил об учреждении Академии зауми (Тамбовской академии зауми), от имени которой в последующие десять лет был проведён ряд литературных акций; Бирюков также присуждал исследователям русского авангарда и поэтам, развивающим его традиции, Международную отметину имени Давида Бурлюка.
В 1990-е годы к зауми (в том числе и благодаря пропагандистской активности Бирюкова, с большим артистизмом исполняющего свои заумные стихотворения) обратились некоторые молодые авторы. Наиболее интересными были опыты Александра Сурикова и Сергея Проворова, для обоих оказавшиеся, однако, лишь дополнением к их деятельности как художников и акционистов.

## Заумь в зарубежной литературе
В 1871 году Льюис Кэрролл опубликовал сказку «Алиса в Зазеркалье», содержащую стихотворение «Бармаглот» (англ. Jabberwocky), в котором использовал приёмы зауми.
Первое четверостишье (перевод Дины Орловской — наиболее известный):

Варкалось. Хливкие шорьки

Пырялись по наве,

И хрюкотали зелюки

Как мюмзики в мове.
Оригинальный текст (англ.)Twas brillig, and the slithy toves

Did gyre and gimble in the wabe:

All mimsy were the borogoves,

And the mome raths outgrabe.

В 1910-е годы в ведущих национальных поэзиях Европы ставились эксперименты, схожие с российскими. Наиболее близкую параллель представляет собой деятельность дадаистов. Так, летом 1916 года основоположник дадаизма Хуго Балль прочитал в кафе «Вольтер» стихотворение, начинавшееся строчками:

gadji beri bimba glandridi laula lonni cadori

gadjama gramma berida bimbala glandri galassass laulitalomini

gadji beri bin blassa glassala laula lonni cadorsu sassala bim
— Хуго Балль
В дальнейшем с заумными текстами выступали Тристан Тцара, Рауль Хаусманн и другие видные дадаисты. Дадаистская заумь, однако, гораздо больше, чем русская, апеллирует к ассоциациям с незнакомыми, экзотическими языками (прежде всего африканскими). Кроме того, дадаисты, по-видимому, уделяли большее (особенно в своих размышлениях на эту тему) внимание устной презентации заумного текста, что привело к быстрой эволюции заумной поэзии в саунд-поэзию (уже в 1920-е гг. у Курта Швиттерса).

## Заумь и другие виды искусства
Роль зауми в литературе во многом аналогична роли абстракционизма в изобразительном искусстве: в обоих случаях вместо конвенциональных значений предлагается некоторый более или менее неопределённый смысл. Заумь в литературе и абстракция в живописи развивались рука об руку: в частности, живой интерес к зауми испытывал Василий Кандинский, в чьих литературных сочинениях встречаются и заумные слова.